# Museu Judaico de Roma
O Museu Judaico de Roma, também conhecido em italiano como Museo Ebraico di Roma, encontra-se localizado no subsolo da Grande Sinagoga de Roma. Ele proporciona um profundo entendimento acerca da influência judaica em Roma desde o período que remonta ao século II aC, abrigando igualmente uma vasta coleção de obras de arte produzidas pela comunidade judaica ao longo dos tempos. Uma visita a este museu oferece a oportunidade de explorar tanto a Grande Sinagoga como a Sinagoga Espanhola, também chamada de Tempio Spagnolo em italiano, ambas localizadas no mesmo complexo, por meio de visitas guiadas.

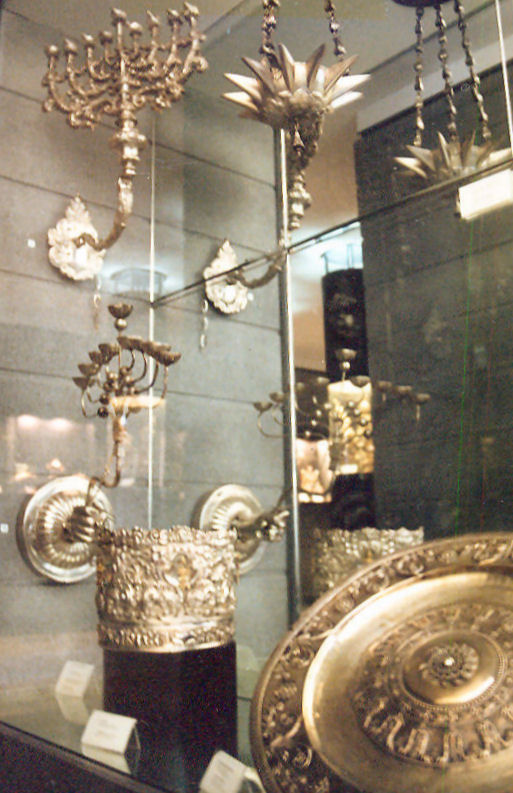
Prataria em exibição no museu

## história do museu
Após a unificação da Itália em 1870, os judeus foram agraciados com a cidadania italiana. Como resultado de um acordo entre a comunidade judaica e as autoridades municipais, o gueto romano foi desmantelado no final do século XIX. O edifício que acolhia a sinagoga do gueto, composto por cinco sinagogas representando distintas tradições, foi de fato demolido em 1908. No entanto, seu mobiliário fixo, incluindo arcos sagrados e tronos, foi preservado com zelo.

Além disso, em 1875, a cidade empreendeu um programa de grande envergadura, visando construir diques ao longo do rio Tibre, com o propósito de proteger a região contra inundações. Isso incluiu a área que outrora fora ocupada pelo gueto. A Grande Sinagoga emergiu nesse contexto, erguendo-se no terreno do antigo gueto, em proximidade ao rio. Sua construção foi concluída em 1904.
Fundado em 1960, o museu teve seu início em uma sala localizada atrás da arca da Torá na Grande Sinagoga. Em 1980, um toque artístico foi adicionado à experiência com vitrais criados pela talentosa Eva Fischer, os quais adornaram a escada que conduzia ao museu. A necessidade de expansão impulsionou a mudança do museu para o subsolo da Grande Sinagoga, em proximidade com a Sinagoga Espanhola. Foi oficialmente inaugurado em 22 de novembro de 2005. Essa relocalização acarretou na substituição de outras instalações preexistentes, como academia, teatro e salas de reuniões.

No início dos anos 2000, o museu passou a ser conhecido como o "Museu Judaico de Roma", enfatizando assim a relação íntima entre a comunidade judaica e a própria cidade. Com o intuito de oferecer suporte à instituição, uma Fundação foi estabelecida, posteriormente sendo renomeada em 2009 em homenagem ao ex-rabino-chefe, Elio Toaff. O novo museu e sua coleção receberam apoio financeiro proveniente da União Europeia, do governo italiano, do governo da região do Lazio e da administração municipal de Roma. Além disso, doações privadas, incluindo aquelas provenientes da Alcatel, também contribuíram para a concretização desse empreendimento cultural.

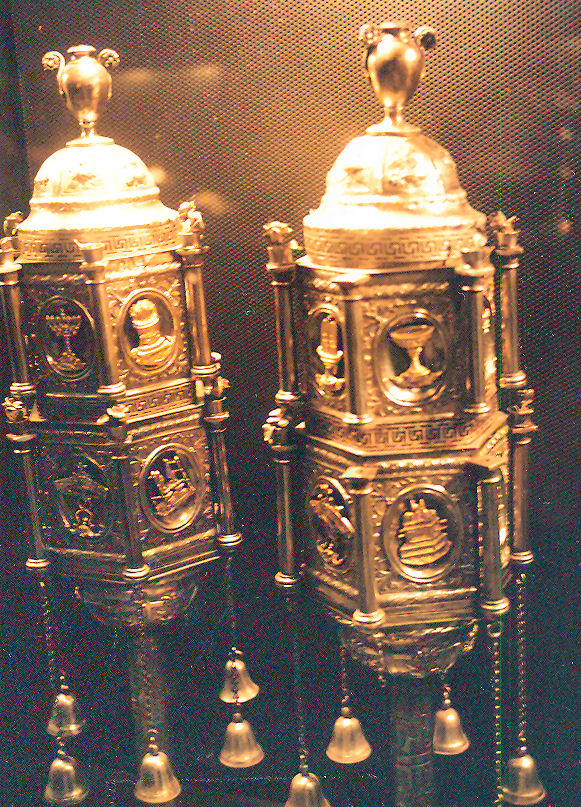
Anéis no Pergaminho da Lei no museu

A maior parte da coleção de arte do museu foi generosamente doada por membros da Comunidade, constituindo um reflexo vívido da extensa trajetória dos judeus em Roma. Em particular, a coleção lança luz sobre o período do gueto (1555-1870), durante o qual os judeus de Roma e das proximidades foram compelidos a residir em uma região de dimensões limitadas.

A diversidade da coleção é notável, abarcando aproximadamente 900 peças de têxteis litúrgicos e cerimoniais, pergaminhos ricamente iluminados, cerca de 100 obras esculpidas em mármore e um acervo de cerca de 400 peças de ourivesaria. Ademais, a exposição também oferece vislumbres de diversos documentos preservados nos arquivos da Comunidade, enriquecendo ainda mais o panorama histórico.

## A exibição

### A era romana
O museu traça a trajetória histórica dos judeus, enfatizando especialmente sua interação com a cidade de Roma. Essa relação remonta aos tempos de Judas Macabeu, que, no meado do século II aC, solicitou auxílio a Roma para resistir aos monarcas helenísticos e restaurar o culto judaico em Jerusalém. Conforme a tradição, os dois emissários enviados para fazer tal petição ao Senado Romano foram acolhidos por judeus já estabelecidos em Roma.

No ano 63 aC, Pompeu conquistou a Judéia, e posteriormente, em 70 dC, durante a Primeira Guerra Judaico-Romana, Vespasiano e Tito anexaram a região ao Império Romano. Isso desencadeou uma migração de muitos judeus para Roma, incluindo uma considerável quantidade como escravos. Durante o período imperial, relatos mencionavam a existência de até doze sinagogas na cidade. A confirmação arqueológica advém das descobertas em duas catacumbas judaicas, localizadas em Villa Torlonia e Vigna Randanini.

Dentro do museu, são expostos moldes de gesso de lápides encontradas nas catacumbas, atualmente sob custódia do Museu Nacional Romano e de outras instituições museológicas em Roma.

### A idade média
A partir do século IV dC, a diáspora judaica se estendeu pela Europa, frequentemente compelindo os judeus a abandonar as regiões onde haviam se fixado. Em 1492, a expulsão dos judeus da Espanha foi um marco significativo nesse movimento. Adicionalmente, outros grupos foram forçados a sair do sul da Itália e de áreas no centro e norte europeu. Consequentemente, Roma tornou-se um destino para muitos desses refugiados, o que resultou em uma multiplicidade de tradições judaicas coexistindo na cidade. Essa diversidade é bem representada na coleção de manuscritos e documentos impressos do museu, uma vez que Roma se destacava como um proeminente centro de produção manuscrita naquela época.

### O gueto
Apesar de impor diversas restrições, Roma é a única cidade na Europa que nunca promoveu a expulsão dos judeus. Entretanto, nos primórdios do século XVI, os judeus compreendiam cerca de um décimo terceiro da população romana e foram alvo de esforços de conversão. Além disso, cópias do Talmud foram submetidas à queima. Essa série de eventos culminou em 1555, quando uma bula papal instituiu o gueto, uma realidade que se estendeu até o ano de 1870. Dentro das instalações do museu, existem substanciais documentos e ilustrações que retratam esse notável período histórico.
- Abolição do gueto

Uma visão interior da Sinagoga Espanhola

O museu apresenta ilustrações intrigantes sobre as transformações ocorridas na região outrora ocupada pelo Gueto após a Unificação Italiana em 1870. Ele também descreve as etapas empreendidas para a construção da Grande Sinagoga. Vale ressaltar que o Gueto de Roma foi o último gueto europeu a ser abolido.

### Fascismo e a ocupação alemã
No ano de 1938, sob a influência de Adolf Hitler, Mussolini e o rei Victor Emmanuel III promulgaram leis conhecidas como "Leis para a Defesa da Raça", as quais destituíram os judeus de todos os direitos civis na Itália e os obrigaram a renunciar a cargos governamentais. Uma coleção de jornais e revistas daquela época está em exibição no museu, retratando esse período. Mais tarde, os judeus sofreram mais opressões, com invasões de lojas e imposições de trabalhos forçados.

Após a queda de Mussolini e o armistício italiano com os Aliados em setembro de 1943, as forças alemãs ocuparam Roma. À comunidade judaica foi feita uma promessa de paz em troca de uma entrega de 50 kg de ouro. Exemplos de recibos emitidos para aqueles que contribuíram, incluindo não-judeus, são exibidos, juntamente com registros mantidos sobre judeus na sede da SS. No entanto, essa "acordo" não foi honrado e, em 16 de outubro de 1943, os alemães cercaram e deportaram cerca de 2.000 pessoas para campos de concentração, das quais poucas retornaram. O museu registra esse trágico evento, bem como o Massacre das Fossas Ardeatinas, quando judeus e outros foram mortos como retaliação a um ataque de resistência contra as tropas alemãs.

### A vida diária no gueto
Dentro desta seção expositiva, são abordados temas como o ambiente doméstico judaico, com enfoque na moradia, culinária, cerimônias de casamento e celebrações de festividades religiosas.

### As cinco sinagogas
Uma grande parte das exposições provém do edifício que uma vez acolheu as cinco sinagogas, conhecido como Cinque Scole, e que foi demolido em 1908. A seleção abrange uma variedade de objetos, como cortinas ornamentadas, entalhes intrincados, placas de mármore e candelabros elegantes. Além disso, outros itens notáveis foram preservados na Sinagoga Espanhola. A exibição também conta com fotografias das antigas sinagogas, proporcionando uma visão visual do passado.

### A galeria do mármore antigo
A coleção é composta por esculturas e gravuras em mármore que abrangem os séculos XVI a XIX, e apresenta valiosas evidências documentais da história da comunidade judaica em Roma. Algumas dessas peças se relacionam com legados deixados por famílias proeminentes, enquanto outras documentam a aquisição de terrenos para cemitérios. Essas placas de mármore desempenharam um papel crucial na ornamentação do Cinque Scole, carregando consigo uma significativa representação histórica.

### Os têxteis
Esses artefatos foram predominantemente obtidos das cinco sinagogas existentes. Entre eles, estão inclusos veludos renascentistas e peças rendadas do período barroco. Em sua maioria, foram adquiridos como peças usadas da aristocracia romana, sendo posteriormente adaptados para servirem nas sinagogas. Isso envolvia a incorporação de bordados e enfeites como parte do processo de transformação.